# Tonga op de Olympische Zomerspelen 2024
Tonga nam deel aan de Olympische Zomerspelen 2024 in Parijs, Frankrijk.

## Aantal Deelnemers
Hieronder volgt een overzicht van de atleten die deelnamen aan de Olympische Zomerspelen van 2024.
| Sport    | Mannen | Vrouwen | Totaal |
| -------- | ------ | ------- | ------ |
| Atletiek | 1      | 0       | 1      |
| Boksen   | 0      | 1       | 1      |
| Zwemmen  | 1      | 1       | 2      |
| Totaal   | 2      | 2       | 4      |

## Deelnemers en Resultaten

### Atletiek

#### Loopnummers
Mannen
| Atleet            | Onderdeel | Voorronde | Voorronde | Series         | Series         | Herkansingen | Herkansingen | Halve finale   | Halve finale   | Finale         | Finale         |
| Atleet            | Onderdeel | Tijd      | Rang      | Tijd           | Rang           | Tijd         | Rang         | Tijd           | Rang           | Tijd           | Rang           |
| ----------------- | --------- | --------- | --------- | -------------- | -------------- | ------------ | ------------ | -------------- | -------------- | -------------- | -------------- |
| Maleselo Fufofuka | 100 m     | 12,11     | 7         | Niet geplaatst | Niet geplaatst | n.v.t.       | n.v.t.       | Niet geplaatst | Niet geplaatst | Niet geplaatst | Niet geplaatst |

### Boksen
Vrouwen
| atleet           | onderdeel    | eerste ronde         | tweede ronde         | kwartfinale          | halve finale         | finale               | rang           |
| atleet           | onderdeel    | tegenstander uitslag | tegenstander uitslag | tegenstander uitslag | tegenstander uitslag | tegenstander uitslag | rang           |
| ---------------- | ------------ | -------------------- | -------------------- | -------------------- | -------------------- | -------------------- | -------------- |
| Feofaaki Epenisa | vedergewicht | Hà T L V 0 - 5       | niet geplaatst       | niet geplaatst       | niet geplaatst       | niet geplaatst       | niet geplaatst |

### Zeilen
Kitefoiler J.J. Rice wist zich in de kwalificatieperiode te plaatsen voor de Olympische Spelen. Helaas overleed hij tragisch bij een duikongeval, waardoor hij zijn grote droom niet kon realiseren.

### Zwemmen
Mannen
| atleet   | onderdeel     | series  | series | halve finale   | halve finale   | finale         | finale         |
| atleet   | onderdeel     | tijd    | rang   | tijd           | rang           | tijd           | rang           |
| -------- | ------------- | ------- | ------ | -------------- | -------------- | -------------- | -------------- |
| Alan Uhi | 100 m rugslag | 1.00,62 | 46     | niet geplaatst | niet geplaatst | niet geplaatst | niet geplaatst |

Vrouwen
| atleet      | onderdeel       | series | series | halve finale   | halve finale   | finale         | finale         |
| atleet      | onderdeel       | tijd   | rang   | tijd           | rang           | tijd           | rang           |
| ----------- | --------------- | ------ | ------ | -------------- | -------------- | -------------- | -------------- |
| Noelani Day | 50 m vrije slag | 28,60  | 51     | niet geplaatst | niet geplaatst | niet geplaatst | niet geplaatst |